# Cap Saint-André (Chypre)
Pour les articles homonymes, voir Cap Saint-André.
 (juin 2024).
Si vous disposez d'ouvrages ou d'articles de référence ou si vous connaissez des sites web de qualité traitant du thème abordé ici, merci de compléter l'article en donnant les références utiles à sa vérifiabilité et en les liant à la section « Notes et références ».
Le cap Saint-André (en grec moderne : Ακρωτήριο Αποστόλου Ανδρέα, littéralement cap de l'Apôtre André) se trouve à l'extrémité nord-est de l'île de Chypre. Il est actuellement sous le contrôle de la république turque de Chypre du Nord (auto-proclamée et reconnue uniquement par la Turquie). 
Il se trouve à la pointe de la péninsule de Karpas, ressemblant à un doigt. Le monastère Apostolos Andreas, ou monastère Saint-André, site classé au Patrimoine mondial de l'humanité par l'UNESCO, est situé à 5 km au sud-ouest du promontoire lui-même.
La ville de Lattaquié en Syrie est située à environ 109 km à l'est, séparée du cap par la mer Méditerranée.